# Deep house

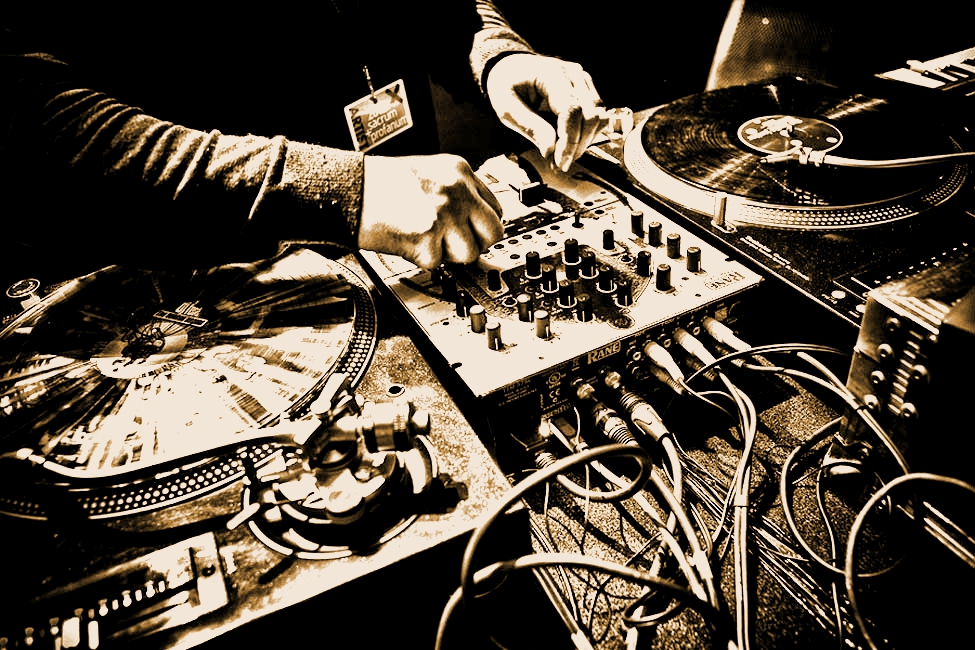
Deep House

El Deep House es un subgénero del House que surgió en los Estados Unidos en la década de 1980s. Combina elementos del Chicago house con influencias del jazz-funk de esa época, además de toques característicos del soul. Las canciones de este estilo suelen tener una duración que oscila entre los 6 y 10 minutos, y su tempo generalmente se encuentra entre 110 y 125 BPM.
El Deep House se caracteriza por su sonido suave, cálido, envolvente y, al mismo tiempo, bailable. Uno de sus rasgos distintivos es el uso de efectos ambientales como reverb y delay, que crean una atmósfera inmersiva. La influencia del jazz y el soul se refleja en la complejidad armónica, utilizando acordes más allá de las tríadas convencionales, como acordes de séptima, novena, y variaciones suspendidas o alteradas. Esto le otorga al Deep House una mayor riqueza sonora y una experiencia auditiva más sofisticada y envolvente.
Sus orígenes se atribuyen a las primeras grabaciones de Larry Heard (también conocido como Mr. Fingers), incluyendo su influyente pista "Can You Feel It".
En los años 1990 y el inicio de los años 2000, muchos de la ensena dicen que fue el apogeo del género, Debido a que surgieron muchos DJs, productores y sellos discográficos especificados en este género de forma underground, Aparte que salieron muchos himnos que sonaron en distintos clubs nocturnos.
Ya pasando los años 2010, el deep house  se ha aplicado a un estilo más nuevo de house que tiende a ser soñador, relajado, sutil, atmosférico, reflexivo y minimalista. (Este sentido del término es aproximadamente sinónimo de "lo-fi house)

## Características
El Deep House tiene varias características distintivas que lo diferencian de otros subgéneros del house y de la música electrónica en general. Se caracteriza por tempos típicamente entre 110 y 125 BPM, con líneas de bajo atenuadas y un uso espacioso de elementos de percusión, generalmente empleando una caja de ritmos Roland TR-909. También destacan los sonidos suaves de teclado (pads), el uso de estructuras de acordes avanzadas, mezclas ambientales y vocales llenas de soul. Estas características le otorgan al Deep House un sonido único, melódico y envolvente.
Las líneas de bajo son profundas, pero no dominantes. El bajo es sutil, proporcionando un groove continuo que da soporte a las melodías y armonías, sin saturar la mezcla. Se busca un sonido que "envuelva" sin ser agresivo.
Aunque no todas las pistas de Deep House incluyen vocales, cuando están presentes suelen ser suaves, sutiles y a veces con un tono melancólico. Las vocales pueden tener un carácter sensual o introspectivo, pero nunca dominan la pista.
A diferencia de otros estilos de música electrónica que pueden ser más orientados al ritmo o la energía, el Deep House se enfoca en lo melódico, introspectivo y emocional. Las melodías suaves y envolventes buscan generar una conexión más íntima y reflexiva con el oyente.
Tiene una gran influencia del sonido disco, y sus capitales son San Francisco, Nueva York (donde se le denomina garage), Nueva Jersey (con el grupo Blaze a la cabeza), Chicago e Ibiza.

## Historia
El Deep House nació en medio de la efervescente escena musical de Chicago a principios de los años 80. En esta época, el house empezaba a consolidarse como el sonido dominante en los clubes underground, pero algunos artistas comenzaron a experimentar con nuevas texturas sonoras, buscando una fusión entre la energía bailable del house y la riqueza emocional de géneros más melódicos como el soul y el jazz. Fue en este crisol creativo que surgió el Deep House, un subgénero que rápidamente se diferenció por su enfoque más suave, profundo y envolvente.
Uno de los pioneros de este sonido fue Larry Heard, conocido bajo el seudónimo de Mr. Fingers. un productor y músico de formación clásica, aportó una sensibilidad única al house, impregnándolo de acordes complejos y líneas de bajo suaves, en lugar de las percusiones más duras y directas que caracterizaban al house de Chicago. Su tema icónico, "Can You Feel It" (1986), se convirtió en una piedra angular del Deep House, marcando el inicio de un estilo que sería tan introspectivo como bailable. A diferencia de otros estilos de house que predominaban en los clubes, el Deep House buscaba crear un ambiente más emocional y relajado, inspirado en el jazz y el soul, el DJ Frankie Knuckles también formó parte importante tras hacer el track "Your Love" bajo el sello Trax Records
DJ Ron Trent afirmó que el término se usó inicialmente para describir el trabajo de DJ de Frankie Knuckles y Ron Hardy, quienes se alejaron de un sonido de house estrictamente electrónico para incorporar elementos eclécticos como el disco, el jazz y la música underground. Esta evolución en el estilo de DJ de Knuckles y Hardy fue fundamental para el desarrollo del Deep House, ya que no solo ampliaron la paleta sonora del género, sino que también establecieron un puente entre la música electrónica y otros géneros, creando un ambiente más inclusivo y diverso.
En los 90s uno de los artistas más impotantes en la escena del deep house es Kerri Chandler, cuya habilidad para fusionar elementos de soul, jazz y house en sus tracks lo ha convertido en una figura emblemática para los amantes del género. Su enfoque artístico distintivo y su energía contagiosa en sus actuaciones en vivo lo han posicionado como uno de los artistas más influyentes y respetados en la industria.
Durante esta década, sellos discográficos como Madhouse Records. Inc y Strictly Rhythm fueron fundamentales en la difusión de este nuevo sonido, atrayendo la atención de DJs y productores en todo el mundo. Aunque el Deep House no llegó a dominar las listas de éxitos comerciales en sus primeros años, sí encontró un lugar sólido en la cultura de club, ganando seguidores leales que apreciaban su enfoque más emocional y sofisticado.

### El Nuevo Milenio
Con la llegada de los años 2000, el Deep House empezó a experimentar una evolución, incorporando influencias de nuevos subgéneros electrónicos como el microhouse y el tech house. Mientras el sonido seguía siendo melódico y profundo, las producciones empezaron a incorporar elementos más minimalistas, con menos capas sonoras pero más texturas atmosféricas. Este cambio ayudó al Deep House a mantenerse relevante en un momento en que la música electrónica estaba diversificándose rápidamente.
Luego, en la década de 2010, el Deep House vivió un verdadero resurgimiento global. Artistas como Jamie Jones, Disclosure y Duke Dumont llevaron este sonido a un público mucho más amplio, integrando elementos de pop y creando hits que lograron colarse en listas comerciales como lo hizo Calvin Harris con sus temas One Kiss y How Deep Is Your Love.  Al mismo tiempo en la ensena underground surgió el sello My Love Is Undergrounddonde se ha caracterizado por su dedicación a la autenticidad y la calidad musical, presentando una cuidadosa selección de artistas que comparten una visión común: la creación de música que resuena a nivel emocional y que evoca sensaciones profundas. El sello ha trabajado con una variedad de productores, muchos de los cuales son conocidos por sus contribuciones innovadoras y su estilo distintivo, que combina elementos clásicos del Deep House con influencias contemporáneas. A diferencia de muchos sellos contemporáneos que se centran principalmente en la distribución digital, este sello ha mantenido una fuerte presencia en el vinilo, lo que refuerza su conexión con la cultura del club y la tradición del DJing.

### Confusión con el verdadero Deep House
A lo largo de la década de 2010, la percepción del Deep House experimentó cambios significativos. Inicialmente, el término "deep" se usaba para describir un estilo específico de música house que incorporaba elementos de jazz, soul y otros géneros. Sin embargo, a medida que la década avanzaba, algunos empezaron a sentir que ciertos estilos de house estaban siendo etiquetados como "deep" de manera inapropiada. Esto llevó a un uso más amplio del término, abarcando diferentes variantes de música house centradas en líneas de bajo, como el Brazilian bass y el slap house. Este fenómeno resalta cómo el género se ha adaptado y evolucionado con el tiempo, aunque también plantea preguntas sobre la fidelidad a sus raíces históricas y la precisión en la clasificación de los distintos estilos dentro del amplio panorama de la música electrónica.

### Los 2020s (Actualidad)
Hoy en día, el Deep House cuenta con una amplia variedad de artistas y DJs que exploran diferentes facetas del género. La producción musical se ha vuelto más accesible gracias a la tecnología, permitiendo a nuevos talentos ingresar a la escena y experimentar con sonidos innovadores. Muchos de estos artistas fusionan el Deep House con influencias de techno, lo-fi, y otros estilos electrónicos, creando subgéneros que atraen a un público diverso. Este enfoque experimental ha revitalizado el interés por el Deep House y lo ha mantenido fresco y relevante en un mercado musical en constante cambio.
Artistas de renombre como Black Coffee, Maya Jane Coles y Ben Böhmer han capturado la atención de los fanáticos con sus producciones innovadoras, que combinan ritmos envolventes y melodías emotivas. Pero no son los únicos; la escena también ha dado la bienvenida a una nueva generación de DJs que están ganando popularidad rápidamente como Solomun, Keinemusik y Mall Grab han dejado su huella en la escena, aportando frescura y originalidad al Deep House.
Un aspecto crucial del resurgimiento del Deep House en los 2020 es su presencia en plataformas como TikTok. Esta red social ha revolucionado la forma en que se descubre y se comparte la música. En un entorno donde la viralidad puede catapultar a un artista al estrellato de la noche a la mañana, muchas pistas de Deep House han encontrado su camino en tendencias virales, videos y DJs sets alcanzando así a un público más joven y diverso.

## Sellos Discográficos
El Deep House cuenta con varios sellos discográficos destacados que han contribuido a su evolución y popularidad. Algunos de estos incluyen Alleviated Records, fundado por Larry Heard, y Madhouse Records, Inc., creado por Kerri Chandler. Otros sellos relevantes en la escena son AFTR, Glasgow Underground, Naked Music, Om Records, Peacefrog Records, Soma, Source, Anjunadeep y Spinnin' Deep.
Además, el Deep House ha logrado atraer a artistas de otros géneros, resultando en producciones que han ampliado su alcance. Por ejemplo, álbumes como The Martyr Mantras (1990) y Modernism: A New Decade (1989) del grupo The Style Council son representativos de esta fusión de estilos.